# Hasan Abdullayev
El académico Hasán Abdulláyev, también llamado Gasan Mamed Bagir ogly Abdullaev (en azerí: Həsən Məmmədbağır oğlu Abdullayev; en ruso: Гасан Мамед Багир оглы Абдуллаев; 20 de agosto de 1918-1 de septiembre de 1993), fue un líder top físico, químico, científico y funcionario público soviético y azerbaiyaní, presidente de la Academia Nacional de Ciencias de la ex República Socialista Soviética de Azerbaiyán (RSS de Azerbaiyán).
Fue doctor en Ciencias en Física y Matemática, Profesor de Física y Matemática, Director del Instituto de Matemática y Física de la Academia Nacional de Ciencias de la RSS de Azerbaiyán, académico completo de la Academia Nacional de Ciencias de la RSS de Azerbaiyán, miembro correspondiente de la Academia de Ciencias de la Unión Soviética, y de la Academia de Ciencias de Rusia, y de 1970 a 1983 fue el presidente de la Academia Nacional de Ciencias de mayor antigüedad en el mundo, de la República Socialista Soviética de Azerbaiyán.
También fue un miembro electo del Parlamento de RSS de Azerbaiyán; y, miembro electo de las VIII, IX y X convocatorias del Sóviet Supremo de la Unión Soviética.
El académico Abdulláyev fue uno de los fundadores de la física soviética de semiconductores y un científico líder en nuevas tecnologías. Hizo una contribución excepcional al desarrollo de la electrónica, astrofísica, aeronáutica, medicina, biofísica; y, las industrias de defensa. El académico Abdulláyev fue autor de 585 patentes soviéticas y extranjeras, incluidas 171 patentes secretas y 65 de alto secreto, autor de 28 libros científicos (monografías), más de 800 artículos en revistas y enciclopedias en inglés, ruso y azerbaiyano.

## Biografía
Hasán Abdulláyev era nativo de Yayji, República Autónoma de Najicheván durante el tiempo de la República Democrática de Azerbaiyán. Falleció en 1993, en Bakú, y fue inhumado en la Galería de Honor de Bakú.
El nombre de Hasán Abdulláyev fue conmemorado al nombrar el Instituto de Física de la Academia de Ciencias de Azerbaiyán, que dirigió y expandió un Instituto de investigación científica de talla mundial entre 1957 a 1993, después de él, así como nombrar una calle en el centro de Bakú, instalando una placa en el complejo de apartamentos en el que vivía, y el nombramiento de una escuela primaria en Najicheván. Además, varias becas que llevan su nombre se otorgaron a estudiantes de pregrado, posgrado y postgrado en ciencias en Azerbaiyán, desde 2003. Cada cinco años se han celebrado en Bakú conferencias dedicadas a su patrimonio científico, como en 2013, 2007, y 2003.
- 1948 – 1950 – Director Adjunto del Instituto de Investigación de Física y Matemática de la Academia de Ciencias de la República Socialista Soviética de Azerbaiyán.

- 1950 – Director en funciones del Instituto de Investigación de Física y Matemática de la Academia de Ciencias de la República Socialista Soviética de Azerbaiyán.

- 1955 – Miembro correspondiente de la Academia de Ciencias de la RSS de Azerbaiyán.

- 1957 – Director del Instituto de Investigación de Física y Matemática de la Academia de Ciencias de la República Socialista Soviética de Azerbaiyán.

- 1957 – 1993 – Fundador y Director permanente del Instituto de Física de la Academia de Ciencias de la RSS de Azerbaiyán, un destacado instituto de investigación en física de la URSS, ganador de doce premios soviéticos.

- 1967 – Académico completo de la Academia de Ciencias de la República Socialista Soviética de Azerbaiyán.

- 1968 – 1993 – Miembro del Departamento de Física de junciones Astronómicas de la Academia de Ciencias de la URSS, miembro del Consejo Científico "Física y Química de Semiconductores" del Presidium de la Academia de Ciencias de la URSS, miembro de la Comisión Superior de Atestación de la URSS.

- 1968 – 1970 – Secretario académico del Departamento de Física y Matemática de la Academia de Ciencias de la RSS de Azerbaiyán.

- 1970 – Miembro correspondiente de la URSS y de la Academia Rusa de Ciencias.

- 1970 – 1983 – Presidente de la Academia de Ciencias de la RSS de Azerbaiyán.

- 1970 – 1984 – Miembro de los Parlamentos Supremos de la URSS y de la RSS de Azerbaiyán

Hablaba azerí nativo, y con fluidez ruso y alemán, además de inglés. Casado, con tres hijos y seis nietos.

## Obra
El académico Abdulláyev dedicó más de cincuenta años de su vida a la física de los semiconductores. Descubrió nuevos grupos de compuestos binarios y ternarios de selenio y telurio, diodos sugeridos con memoria electrónica controlada, creó semiconductores complejos utilizados como receptores para áreas de espectro visible e infrarrojo. Al investigar la física de los dispositivos de selenio y de aplicaciones de selenio, fue el primero en explicar las anormalidades en el selenio e inventó un enfoque para controlarlos. Realizó un conjunto de proyectos de investigación para recibir monocristales semiconductores de composición química compleja para láseres y módulos de memoria. Elaboró nuevos materiales semiconductores para convertidores de calor.
En 1954, Hasán Abdulláyev fundó el Departamento de Física de Semiconductores en la Universidad Estatal de Bakú (BSU).
Abdulláyev fundó las ramas de Najicheván y Ganjá de la Academia de Ciencias de la República Socialista Soviética de Azerbaiyán y estableció más de 50 oficinas de producción y construcción científica, que se encargaron de la aplicación de teorías y descubrimientos científicos y su introducción más rápida a la producción y la vida en la República.
Según un artículo de 2010, publicado en la revista científica rusa Física y técnica de semiconductores del Instituto Físico-Técnico Ioffe, dedicada al 60.º aniversario de la investigación en electrónica de semiconductores en la URSS, uno de los papeles importantes en la investigación de electrónica de semiconductores soviéticos, desarrollo y la innovación fue hecha por el académico Abdulláyev.
La investigación y el trabajo de toda una vida del académico Abdulláyev se concentraron en los elementos químicos selenio y telurio, y sus aplicaciones en semiconductores, biofísica, y ciencias nucleares.
Zhorés Alfiórov, el físico ganador del premio Nobel, elogió el trabajo y el legado de su difunto colega y amigo, el académico Abdulláyev, reconociendo lo difícil que era para los científicos azerbaiyanos crecer incluso dentro de la URSS, y mucho menos en el mundo, y solo unas pocas personas como Abdulláyev lograron hacerlo, creando nuevas industrias y direcciones en física y otras ciencias.
A iniciativa y bajo el liderazgo directo del académico Hasán Abdulláyev, se establecieron las siguientes instituciones e iniciativas científicas y de investigación:
- 1947 – Seminarios de la ciudad (más tarde de la República) sobre física en Bakú.

- 1954 – Departamento de Física de Semiconductores establecido en la Universidad Estatal de Bakú.

- 1957-1959 – Instituto de Física e Instituto de Matemática y Mecánica.

- 1959 – Observatorio Astrofísico Shamaji, basado en el Sector de astrofísica.

- 1965 – Instituto de Cibernética establecido.

- 1967 – Sector Astrofísico de Batabat (ahora Observatorio) en la región de Najicheván.

- 1969 – Sector de Investigación Radiológica, más tarde el Instituto de Problemas de Radiación, sobre cuya base se creó el Centro Nacional de Investigación Nuclear en 2014.

- 1970 – Asociaciones de producción científica «Ulduz», «Nord», «Azon», «Iskra», «Tellur», «Billur» (1968)

- 1972 – Centro de Investigaciones Najicheván, que ahora es el Departamento de Najicheván de la ANAS (Academia Nacional de la República de Azerbaiyán)

- 1972 – Sector de Microbiología (hoy Instituto); Trabajos de producción experimental en el Instituto de Procesos Petroquímicos.

- 1973 – Rama del Instituto de Física Aplicada, que ahora es el Instituto de Fotoelectrónica;
- 1973— Base Científica Zonal Sheki, que se convirtió en el Centro Regional de Investigación Sheki.

- 1974 – Departamento de Astrofísica de la Universidad Estatal de Bakú;
- 1974 - Centro de Investigación "Caspio" en la Academia de Ciencias de la República Socialista Soviética de Azerbaiyán, desde 1992 - Agencia Espacial de Azerbaiyán.

- 1975 – dos Laboratorios de Física de Altas Energías en el Instituto de Física. Investigación colaborativa con el Instituto de Investigación Nuclear (Dubná) y el Instituto de Física de Altas Energías (Sérpujov)

- 1976 – El Sector de Física de la Tierra en el Instituto de Geología;
- 1976 — Instituto de Investigación y Desarrollo de la viticultura y la elaboración del vino en la región de Mehtiabad de Azerbaiyán.

- 1978 – Instituto de Investigación Espacial de los Recursos Naturales de la Tierra (el primero de un tipo en el mundo)

- 1978 — Instituto de Síntesis Organoclorada en Sumgayit.

- 1978 – Oficina de Construcción Especial (SCB) "Cibernética". SCB con la planta piloto "Crystal"; Darndag SCB Bureau de Tecnología con planta piloto.

- 1979 — Estación Sísmica en Guba. (bajo aegid del centro científico de "Geofísica" de ANA)

- 1979 – Base de investigación y desarrollo de Agsu en la región de Khanlar.

- 1980-1981 – Centro científico regional en Ganja (entonces llamado Kirovabad)

- 1981 – Planta piloto "Selenium"; "Register" con producción piloto; Bureau de Construcción y Tecnología Especial (SKTB) "Reagent" (1982); Bureau de Construcción Especial (SKB) "Crystal" en Bakú (1985) y otras instituciones científicas y producciones tecnológicas-

## Galardones
El académico Hasán Abdulláyev fue honrado con el máximo galardón soviético:
- Orden de Lenin en 1978,[14]
- Orden de la Bandera Roja del Trabajo,[15]
- Medalla de Oro Vavílov de la Federación de Cosmonáutica[16]
- Medalla de Oro Tsiolkovski de la Federación de Cosmonáutica;
- Premio Estatal de la RSS de Azerbaiyán en 1972,[17]
- Científico honorífico de la RSS de Azerbaiyán,[18]
- Y, con otras medallas y prestigiosos premios científicos soviéticos e internacionales.
- Sello postal en su honor en 2008.[19]]

## Esfuerzos científicos y reconocimiento de sus pares
El académico Hasán Abdulláyev fue autor de 28 monografías, varios libros de texto científicos, aproximadamente seiscientos artículos de revistas científicas. Poseyó 585 patentes de la URSS (incluidas 171 patentes secretas y 65 de alto secreto para tecnologías con aplicaciones militares), y 35 patentes extranjeras de Francia, Alemania, Gran Bretaña, Japón, Suecia, Italia, Bulgaria, India y EE. UU. (patente de Estados Unidos 3.472.652).
El académico Abdulláyev recibió los mayores elogios de sus colegas, incluido el Premio Nobel académico Zhorés Alfiórov, Premio Nobel académico Aleksandr Prójorov, Presidente y Director del Instituto Kurchátov Yevgueni Vélijov, académico Bentsion Vul, académico Vladímir Tuchkévich, académico Serguéi Kapitsa, académico Róald Sagdéyev, Premio Nobel profesor Rudolf Ludwig Mossbauer, académico Nikolái Bogoliúbov, presidentes de la Academia Soviética de Ciencias académicos Aleksandr Nesmeyánov, Anatoli Aleksándrov, Mstislav Kéldysh y otros científicos soviéticos y extranjeros.
Según un artículo de 2008, "el Académico Abdulláyev fue llamado el Padre de la Física en Azerbaiyán y uno de los Fundadores de la Escuela de Investigación de Semiconductores en la Unión Soviética" por científicos tan autorizados como los académicos Zh. Alfiórov, Yu. Gulyáev, L. Kurbátov, V. Isákov, el profesor D. Nasólev y otros.
De hecho, la Gran Enciclopedia Soviética, la enciclopedia soviética más autorizada, el equivalente soviético de la Encyclopædia Britannica en Occidente, enumeró los nombres de los científicos, que hicieron las mayores contribuciones al desarrollo de electrónica de semiconductores y microelectrónica en este orden: Abram Ioffe (quién fue el mentor de Abdulláyev durante sus estudios posdoctorales en Leningrado), N. P. Sazhin, Ya. I. Frénkel, B. M. Vul, V. M. Tuchkévich, H. B. Abdulláyev, Zh. I. Alfiórov, L. V. Kéldysh, y otros (tercera edición, 1970, p. 351). Por lo tanto, ya en 1970, esta enciclopedia puso al académico Abdulláyev como el sexto científico más influyente en la investigación de semiconductores, ¡más alto aún que los gigantes como los académicos Alfiórov y Kéldysh!"
El académico Abdulláyev fue reconocido como el principal experto en el elemento químico selenio, y por lo tanto se le encargó la creación del artículo sobre "Selenio" en la tercera (última) edición de la publicación científica de referencia: la Gran Enciclopedia Soviética.

## Publicaciones
- Difusión atómica en estructuras semiconductoras. G. Abdullaev, Gasan Mamed Bagir ogly Abdullaev. Harwood Academic Publishers, 1 de enero de 1987 - Ciencia — 340 p. Londres-París-Nueva York-Melbourne. Атомная диффузия в полупроводниковых структурах. Г.Б.Абдуллаев и др. Атомиздат. Москва. (Difusión atómica en estructuras de semiconductores. GBAbdullaev y otros Atomizdat. Moscú) 1980.

- Semiconductores electrónicos y su aplicación. Abdullayev G. B., Acad. of Sc. Azerb. SSR. Bakú, 1952. Электронные полупроводники и их применение. Elektron yarımkeçiricilər. Абдуллаев Г.Б., Изд. АН Аз.ССР, Bakı, 1952.

- Los electrones libres y la base física de su aplicación. Abdullayev G.B. Academy of Sciences of the Azerbaijan SSR. Bakú, 1954. Sərbəst elektron və onun tətbiqinin fiziki əsasları. Azərb.SSR Elmlər Akademiyası., nəşriyatı Bakı,1954.Свободные электроны и физические основы их применения. Академия наук Аз.ССР, Баку, 1954.

- Rectificadores semiconductores. Abdullayev G.B. Press of the Academy of Sciences of the Azerbaijan SSR, Bakú (1958). (Полупроводниковые выпрямители), (Yarımkeçiricilər düzləndiricilər. Yarıiletken doğrultucular). Г.Б.Абдуллаев. изд. АН Аз.ССР, Bakı, Azərb.SSR Elmlər Akademiyası Nəşriyatı, 1958, 204 p.

- Procesos físicos que ocurren en dispositivos de selenio y compuestos de selenio. Abdullayev G.B. Prensa de la Academia de Ciencias de Azerbaiyán SSR., Bakú, (1959). Физические процессы, происходящие в селене и селеновых приборах. Абдуллаев Г.Б., Баку., изд. АН Аз.ССР, 1959.

- Cuestiones de metalurgia y física de semiconductores. Вопросы металлургии и физики полупроводников. Aбдуллаев Г.Б., Москва, изд. АН СССР, 1959.

- Semiconductores. Abdullayev G.B. Bakı, Azərb.SSR Elmlər Akademiyası Nəşriyatı, 1961. 91 p.

- Fenómenos de superficie y de contacto en semiconductores. Abdullayev G.B. Tomsk University Press, Tomsk (1964). Поверхностные и контактные явления в полупроводниках. Абдуллаев Г.Б. 1964., изд. Томск. ун-та. (Россия)

- Radioisótopos y su aplicación en física de semiconductores. Abdullayev G. B. Press of the Academy of Sciences of the Azerbaijan SSR., Bakú, (1964).Радиоизотопы и их применение в физике полупроводников. Абдуллаев Г.Б. и др. изд. АН АзССР, Баку, 1964.

- Investigación del efecto de la subcapa de telurio sobre las propiedades de las válvulas de selenio. Исследование влияния подслоя Те на свойства селеновых вентилей. Абдуллаев Г.Б. и др.изд. ФИАН, Баку, 1964.

- Selenio, telurio y su aplicación. Abdullayev G. B. Press of the Academy of Sciences of the Azerbaijan SSR. Bakú, (1965). Селен,Теллур и их применение. Абдуллаев Г.Б. и др. изд. АН Азерб. ССР.Баку., 1965.

- Componentes de semiconductores en ingeniería de instrumentación. Полупроводниковые элементы в приборостроении (ТНТК). Абдуллаев Г.Б. и др. изд. Оптприбор, Москва 1966.

- Semiconductores compuestos. Abdullayev G. B., Press of the Academy of Sciences of the Azerbaijan SSR., Bakú, (1966). (Slozhniye Poluprovodniki).

- Espectroscopía de sólidos. Abdullayev G. B. "Nauka". Leningrado, 1969. Спектроскопия твердого тела. Абдуллаев Г.Б. и др.изд. «Наука», Ленинград, 1969.

- Algunas preguntas en la física de uniones p - n. Abdullayev G. B. Elm, Bakú, 1971. Некоторые вопросы физики электронно-дырочных переходов., Абдуллаев Г.Б. и др., Изд, "Элм", Баку, 1971.

- Física de radiación de cristales no metálicos. Abdullayev G. B. "Naukova Dumka", Kiev, 1971. Радиационная физика неметаллических кристаллов. Aбдуллаев Г.Б. и др.«Наукова думка»., Киев, 1971.

- Selenio y Visión. Abdullayev G.B. "Elm", Bakú, 1972. Селен и зрение. Абдуллаев Г.Б. и др.изд."Элм", Баку, 1972.

- Limitadores de selenio. Abdullayev G. B. Academy of Sciences of the Azerbaijan SSR. Bakú, 1973. Селеновые ограничители. Bakú, 1973. Абдуллаев Г.Б. и др.изд. ИФАН, Аз,ССР, Баку, 1973.

- Efecto del selenio en las características inmunológicas de animales irradiados con plasma. (Radiobiología). Abdullayev G. B. Academy of Sciences of the Azerbaijan SSR. Bakú, 1973. Влияние селена на иммунологические особенности плазмы крови облученных животных. (Радиобиология) Г.Б.Абдуллаев.и др. изд. АН Азерб. ССР. 1973.

- Propiedades físicas de selenio y dispositivos de selenio. Abdullayev G.B. Elm, Bakú (1974). Физические свойства селена и селеновых приборов. Г.Б.Абдуллаев и др.Баку., изд. Элм. 1974.

- Convertidores de semiconductores. Abdullayev G.B. Yarımkeçirici çeviriciləri. Полупроводниковые преобразователи. Баку., Изд. «Элм», 1974.

- Selenio en Biología. Abdullayev G.B. "Elm", Bakú, 1974. Селен в Биологии. Г.Б.Абдуллаев. Баку. Изд. «Элм», 1974.

- Selenio Frito. Abdullayev G.B., İnst. of Phys. Azerb Ac of Science, Bakú, 1974, Фриттер селеновый. Абдуллаев Г.Б. и др. изд. ИФАН Аз.ССР, Баку, 1974.

- Física de Selenio. Abdullayev G.B. Elm, Bakú (1975). Физика Селена. Абдуллаев Г.Б. и др. Баку-1975, «Элм».

- Rectificadores semiconductores. Abdullayev G.B. Yarımkeçirici düzləndiricilər. Полупроводниковые выпрямители. Абдуллаев Г.Б., 1978, Изд. «Elm.» АН Азерб. ССР.

- Física de los convertidores de selenio. Abdullayev G.B. "Elm", Bakú, 1981, Физика селеновых преобразователей. Г.Б.Абдуллаев и др.Баку. 1981. Изд. «Элм».

- El mundo de la ciencia de Nizami Ganjavi. H.B. Abdullayev və b. Azərbaycan dövlət Nəşriyyatı. 1991.

- Interacción de la radiación láser con semiconductores. A. B. Abdullayev G.B. "Elm", Bakú, 1979, Взаимодействие лазерного излучения с полупроводниками типа А В. Г.Б. Абдуллаев и др. Баку., изд. «Элм», 1979.

- Estado físico. Solidi 26, 65 Abdullayev G.B. y otros (1968).

- Los efectos fotovoltaicos y de radiación en las células solares de silicio. Abdullayev G.B. (1993, Bakú).Фотовольтанический и радиационный эффект в кремниевых солнечных элементах. Абдуллаев Г.Б. "Препринт",изд. ИФАН, Аз, ССР, Баку, 1993.

- Estudio del impacto de los electrones acelerados en SiO2. Abdullayev G.B. 1994. Исследование воздействия ускоренных электронов на SiO2. Aбдуллаев Г.Б.